# 스튜디오 원 (레코드 레이블)

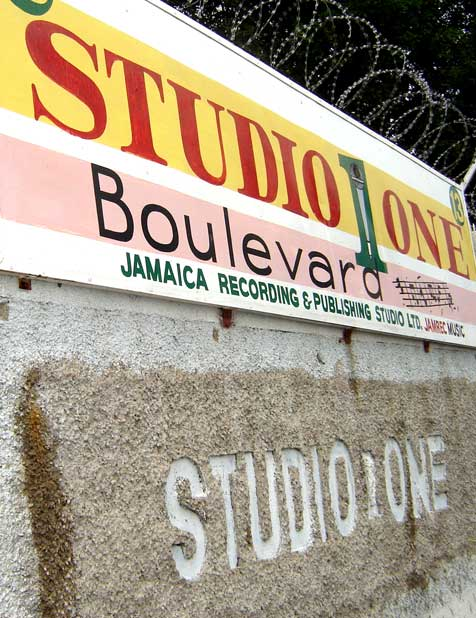

스튜디오 원(Studio One)은 자메이카의 가장 저명한 레코드 레이블과 레코딩 스튜디오 가운데 하나로서, 자메이카의 모타운으로 이야기되고 있다. 이 레코드 레이블은 1960년대와 1970년대의 자메이카의 주요 음악 운동들 대부분과 함께하며 여기에는 스카, 록스테디, 레게, 덥, 댄스홀이 포함된다.

## 스튜디오 원의 아티스트
| - The Skatalites - The Ethiopians - 밥 말리 & 더 웨일러스 - Lee "Scratch" Perry - Burning Spear - 투츠 앤드 더 메이털스 - 존 홀트 | - Horace Andy - Ken Boothe - Freddie McGregor - Dennis Brown - Jackie Mittoo - Gladiators - Michigan & Smiley | - Wailing Souls - Dillinger - Delroy Wilson - Heptones - Johnny Osbourne - Marcia Griffiths (밥 말리 앤 더 웨일러스 소속) - Sugar Minott | - The Abyssinians - 컬처 - Soul Vendors - Lone Ranger - Carlton and The Shoes - Alton Ellis - Willi Williams |